# Bactrocera mcgregori
Bactrocera mcgregori är en tvåvingeart som först beskrevs av Mario Bezzi 1919.  Bactrocera mcgregori ingår i släktet Bactrocera och familjen borrflugor. Inga underarter finns listade.